# Аравин, Алексей Александрович
Алексе́й Алекса́ндрович Ара́вин (9 июля 1986, Ульяновск, СССР) — российский футболист, защитник.

## Карьера
Воспитанник ульяновской «Волги», первый тренер — Валерий Брусницын. С 2004 по 2006 год выступал за дубль московского «Локомотива», в составе которого участвовал в 40 матчах, забив один гол. В основном составе «железнодорожников» провёл один матч в кубке страны. Сезон 2006 года провёл в аренде в ростовском СКА.
С 2007 по 2010 год выступал за «Сибирь», вышел вместе с клубом в премьер-лигу. Дебютировал в высшем дивизионе 14 марта 2010 года в домашнем матче первого тура против «Терека». В сезоне был одним из основных игроков команды, вышел на поле в 23-х матчах первенства из 30. По итогам первенства «Сибирь» покинула премьер-лигу, дошла до финала Кубка России, что позволило клубу впервые в своей истории принять участие в квалификационном раунде Лиги Европы. Дебют Аравина в турнире состоялся 29 июля в домашнем матче первого квалификационного раунда против кипрского «Аполлона». Всего в Лиге Европы провёл три встречи.
По окончании сезона покинул «Сибирь» и подписал контракт с новичком премьер-лиги нижегородской «Волгой», но закрепиться в основном составе не сумел. В июле 2011 года в ряде СМИ сообщалось, что Аравин достиг договорённости с «Сибирью», но в начале августа он заключил годичное соглашение с клубом «Спартак-Нальчик». Дебют в новом клубе состоялся 13 августа в победном матче 20-го тура чемпионата России против «Томи». По окончании сезона, проведя в составе нальчан 18 матчей, покинул команду. 18 июня 2012 года было объявлено о подписании Аравиным контракта с «Томью». Соглашение было рассчитано на два года. Дебютировал в новом клубе 9 июля в матче первого тура первенства ФНЛ против «Ротора». Всего в составе томичей Аравин провёл 35 встреч, отметившись победным голом в матче 18-го тура первенства ФНЛ против «Петротреста».
В июне 2014 присоединился к «Анжи», подписав контракт сроком на два года. Дебютировал 6 июля в матче первого тура первенства ФНЛ против «Сахалина».
В июне 2015 подписал контракт с клубом ФНЛ «Тосно», через два года по истечении контракта покинул клуб. За это время провёл 32 матча в первенстве и 5 в Кубке России. Вскоре вернулся в «Сибирь». Сезон 2019/20, до лишения клуба профессионального статуса, провёл в «Луче» Владивосток. С октября 2020 года — в «Рубине» Ялта.

## Достижения
- Финалист Кубка России: 2009/2010.
- Серебряный призёр первенства в первом дивизионе России (выход в премьер-лигу) (4) : 2009, 2012/13, 2014/15, 2016/17

## Статистика выступлений
| Команда                 | Сезон            | Чемпионат        | Чемпионат | Чемпионат | Кубок | Кубок | Еврокубки | Еврокубки | Итого | Итого |
| Команда                 | Сезон            | Уров.            | Игры      | Голы      | Игры  | Голы  | Игры      | Голы      | Игры  | Голы  |
| ----------------------- | ---------------- | ---------------- | --------- | --------- | ----- | ----- | --------- | --------- | ----- | ----- |
| Локомотив (Москва)      | 2005             | I                | 0         | 0         | 1     | 0     | 0         | 0         | 1     | 0     |
| Локомотив (Москва)      | Итого            | Итого            | 0         | 0         | 1     | 0     | 0         | 0         | 1     | 0     |
| СКА (Ростов-на-Дону)    | 2006             | III              | 19        | 2         | 0     | 0     | 0         | 0         | 19    | 2     |
| СКА (Ростов-на-Дону)    | Итого            | Итого            | 19        | 2         | 0     | 0     | 0         | 0         | 19    | 2     |
| Сибирь (Новосибирск)    | 2007             | II               | 22        | 1         | 1     | 0     | 0         | 0         | 23    | 1     |
| Сибирь (Новосибирск)    | 2008             | II               | 8         | 0         | 1     | 0     | 0         | 0         | 9     | 0     |
| Сибирь (Новосибирск)    | 2009             | II               | 32        | 0         | 3     | 0     | 0         | 0         | 35    | 0     |
| Сибирь (Новосибирск)    | 2010             | I                | 23        | 0         | 1     | 0     | 3         | 0         | 27    | 0     |
| Сибирь (Новосибирск)    | Итого            | Итого            | 85        | 1         | 6     | 0     | 3         | 0         | 94    | 1     |
| Волга (Ульяновск)       | 2008             | II               | 16        | 0         | 0     | 0     | 0         | 0         | 16    | 0     |
| Волга (Ульяновск)       | Итого            | Итого            | 16        | 0         | 0     | 0     | 0         | 0         | 16    | 0     |
| Волга (Нижний Новгород) | 2011/12          | I                | 3         | 0         | 0     | 0     | 0         | 0         | 3     | 0     |
| Волга (Нижний Новгород) | Итого            | Итого            | 3         | 0         | 0     | 0     | 0         | 0         | 3     | 0     |
| Спартак-Нальчик         | 2011/12          | I                | 18        | 0         | 0     | 0     | 0         | 0         | 18    | 0     |
| Спартак-Нальчик         | Итого            | Итого            | 18        | 0         | 0     | 0     | 0         | 0         | 18    | 0     |
| Томь (Томск)            | 2012/13          | II               | 24        | 1         | 2     | 0     | 0         | 0         | 26    | 1     |
| Томь (Томск)            | 2013/14          | I                | 11        | 0         | 3     | 0     | 0         | 0         | 14    | 0     |
| Томь (Томск)            | Итого            | Итого            | 35        | 1         | 5     | 0     | 0         | 0         | 40    | 1     |
| Анжи (Махачкала)        | 2014/15          | II               | 32        | 0         | 2     | 0     | 0         | 0         | 32    | 0     |
| Анжи (Махачкала)        | Итого            | Итого            | 32        | 0         | 2     | 0     | 0         | 0         | 34    | 0     |
| Тосно                   | 2015/16          | II               | 24        | 0         | 3     | 0     | 0         | 0         | 27    | 0     |
| Тосно                   | 2016/17          | II               | 8         | 0         | 2     | 0     | 0         | 0         | 6     | 0     |
| Тосно                   | Итого            | Итого            | 28        | 0         | 5     | 0     | 0         | 0         | 33    | 0     |
| Всего за карьеру        | Всего за карьеру | Всего за карьеру | 240       | 4         | 19    | 0     | 3         | 0         | 262   | 4     |

(откорректировано по состоянию на конец сезона 2016/17)
Источники:
- Статистика выступлений взята со спортивного медиа-портала Sportbox.ru